# Georg Ludwig Stamm
Georg Ludwig Theodor Friedrich Stamm (* 20. August 1830 in Rosenthal (Landkreis Sächsische Schweiz-Osterzgebirge); † nach 1879) war ein deutscher Apotheker und Mitglied des Kurhessischen Kommunallandtages des preußischen Regierungsbezirks Kassel.

## Leben
Friedrich Stamm wurde als Sohn des Justizbeamten Georg Wilhelm Stamm und dessen Ehefrau Maria Friederike Anna Möller geboren. Nach dem Abitur studierte er an der Philipps-Universität Marburg Pharmazie und erhielt am 13. Juni 1854 die Zulassung als Apotheker. 1855 kaufte er in Steinau im Landkreis Fulda eine Apotheke. Er ließ sich hier nieder und erhielt im Jahr darauf das Bürgerrecht.
Von 1868 bis 1879 hatte Stamm einen Sitz im Kurhessischen Kommunallandtag des preußischen Regierungsbezirks Kassel. Er war hier einer der Vertreter aus dem Stande der Städte und in einigen Ausschüssen tätig.